# Little Chart
Little Chart är en ort och civil parish i grevskapet Kent i sydöstra England. Orten ligger i distriktet Ashford, cirka 7,5 kilometer nordväst om Ashford. Civil parishen hade 263 invånare vid folkräkningen år 2021.